# Benno von Achenbach
Pour les articles homonymes, voir Achenbach.
Benno von Achenbach (né le 24 juillet 1861 à Düsseldorf, mort le 15 octobre 1936 à Berlin), est le créateur du système de guidage d'attelage équestre éponyme. Seul fils du peintre Oswald Achenbach, il est nommé responsable de la flotte équestre des écuries royales de Berlin en 1906. En reconnaissance de ses services, Guillaume II lui confère un titre de noblesse héréditaire en 1908.
En 2010, la chaîne Equidia dédie à l'histoire et à l'héritage contemporain de Benno von Achenbach un documentaire intitulé Les mains d'un artiste.